# Liedertswil
Liedertswil é uma comuna da Suíça, no Cantão de Basileia-Campo. Em 2017 possuía 169 habitantes. Estende-se por uma área de 1,94 km², de densidade populacional de 86,7 hab/km². Confina com as comunas de Oberdorf, Reigoldswil, Titterten e Waldenburg. 
A língua oficial nesta comuna é a língua alemã.

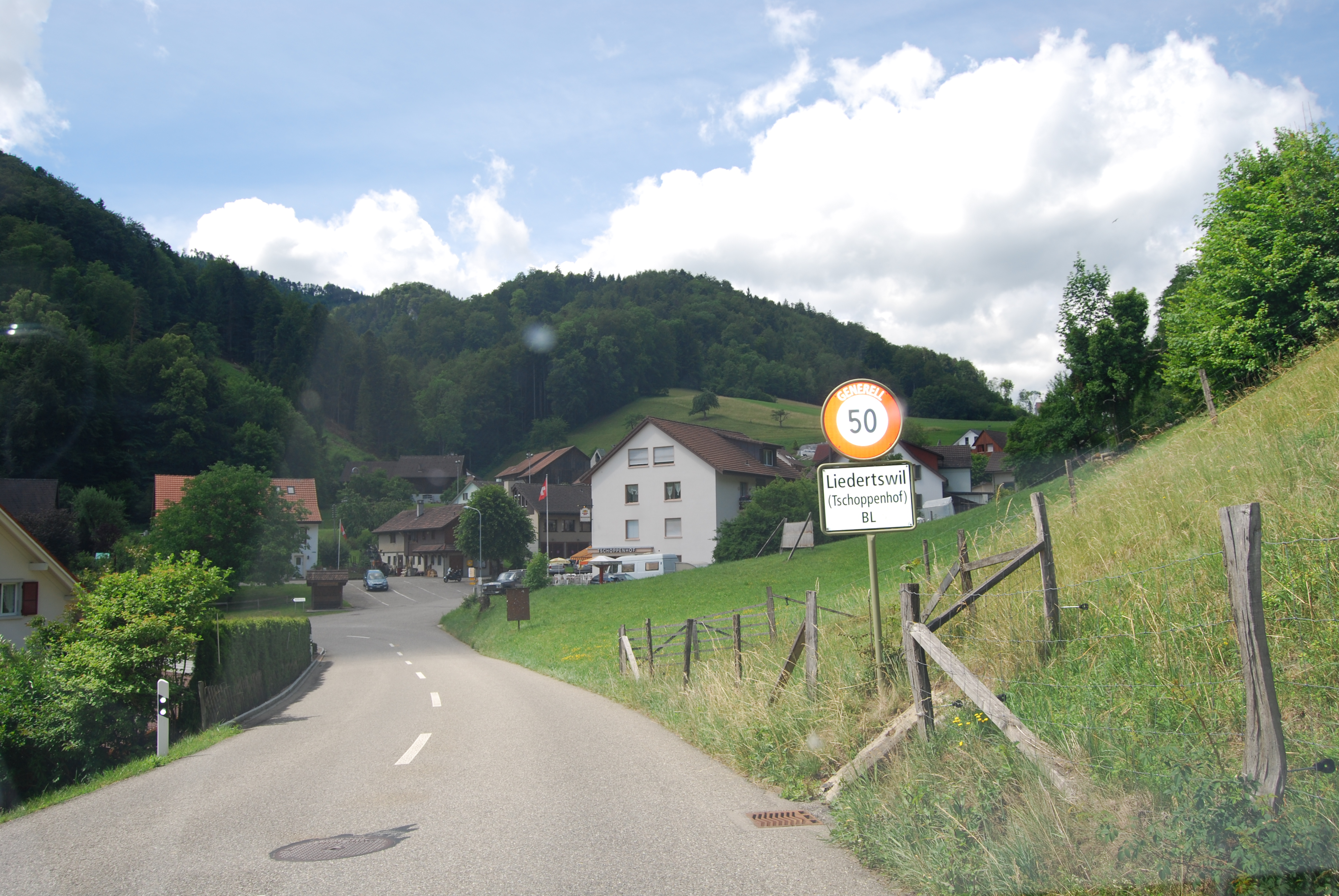
Liedertswil